# Clypastraea ornata
Clypastraea ornata är en skalbaggsart som först beskrevs av Thomas Casey 1900.  Clypastraea ornata ingår i släktet Clypastraea och familjen punktbaggar. Inga underarter finns listade i Catalogue of Life.